# Наша історія
«Наша історія» («Notre Histoire») — французька мелодрама 1984 року, знята режисером Бертраном Бліє, з Аленом Делоном і Наталі Бай у головних ролях.

## Сюжет
Зав'язка сюжету фільму здається банальною і награною, картинною: у купе поїзда, що їде, сидить, без інтересу переглядаючи газету, чоловік у білій сорочці з неохайно розстебнутим коміром. Його пом'яте обличчя, мішки під очима і порожній погляд, спрямований кудись крізь стіни вагона, який не бачить нічого перед собою, одразу ж розкаже будь-кому всю передісторію краще, ніж будь-які введення. Проте, він все ж вимовляє в порожньому купе: «Чоловік, один у поїзді. Що цікавого може з ним тут статися? Рівним рахунком нічого».
Усе, що відбувається, — лише сон. У його життя вривається жінка, запропонувавши йому швидкий секс прямо в купе, він пов'язується за нею, всупереч її бажанню, нічого не зумівши із собою вдіяти. Він одержимий болісним, страшним коханням, схожим радше на божевілля, так само як раніше був захоплений безвихідною тугою. Безперервно заправляючись пивом, немов життєво необхідним паливом (режисер над цією обставиною іронізує), він нав'язливо слідує за нею, за повією і німфоманкою, як вона йому спочатку видається, і йому потрібно тільки бути біля неї.
Усе, що відбувається, — лише сон, і незабаром після трохи дивного сірого затравлення, його закони несподівано вступають у свої права, вони вже безроздільно панують над розповіддю до її кінця, виливаються на глядача, наче відро різнокольорових олійних фарб. Пропадає сюжет як такий, зникає логіка, здоровий глузд. Декорації стрімко змінюють одна одну, дійові особи додаються, міняються іменами, обличчями, і посеред цього божевілля тільки смішний алкаш у м'ятому плащі та з банкою пива в руках хитається від холодильника до крісла і назад. Але насправді він не п'яний, просто спить, і ми бачимо все, що відбувається, саме через призму його суб'єктивного погляду. Ось він, його пасія і шестеро друзів раптом вриваються в будинок до дивного сусіда і влаштовують там погром, ламають меблі, а господар цьому тільки радий. Сусід запрошує його переспати з власною дружиною, потім вони раптом міняються місцями, сусід виявляє, що не може знайти власний будинок…
З цього моменту те, що відбувається, стає абсолютно незрозумілим, низка абсурдних подій закручується в бурхливий кольоровий вир. Жінка головного героя змінює обличчя, імена, вона не впізнає його, вона — безліч різних людей. Вона вже й не людина, а щось всюдисуще, напевно, притаманне життю будь-якого чоловіка — «блакитна мрія», що приходить і тут же залишає, залишає світлий спогад, смуток. Зникає вона і з життя нашого алкоголіка, так само неочікувано і незрозуміло, як і все, що тут трапляється, але всі події будь-якого духовного життя так само незрозумілі та сюрреалістичні. Ось вона щойно після розлучення — час тепер не має тут влади — вона не пам'ятає його і не приймає. Пізніше вона — власна подруга дитинства, сільська вчителька, яка може допомогти знайти її ж саму. «Не бійтеся. Вчителька — така сама жінка, як і всі: постукайте, і вона відчинить». Усюди за головним героєм слідує безліч якихось людей, більшість абсолютно незрозумілого сюжетного походження. Вони неструнким натовпом завжди позаду сцени, і кожен із них по-своєму відгукується на те, що відбувається: хтось співчуває, дехто допитливо виглядає, картинно підлабузнюючи позаду всіх, прагнучи щось розгледіти. Більшість дійових осіб — чоловіки, жінок у кадрі з'являється лише чотири, і в кожної з них є чітке смислове призначення.

## У ролях
- Ален Делон: Робер Авранс
- Наталі Бай: Донатьєн Пуже
- Мішель Галабрю: Еміль Пекер
- Жерар Дармон: Дюваль
- Женев'єв Фонтанель: Мадлен Пекер
- Жан-П'єр Дарруссен: мандрівник і коханець
- Жан-Франсуа Стевенен: Шателяр
- Сабіна Годепен: Кармен
- Жинетт Гарсен: квіткарка
- Венсан Лендон: Бреше
- Бернар Фарсі: Фарід
- Норбер Летель: Параїсо
- Жан-Луї Фульк'є: Боб
- Філіп Лоденбах: Сем
- Поль Гер: Кларк
- Мішель Пейрелон: сусід
- Жан-Клод Дрейфус: сусід
- Жан Рено: сусід
- Жак Пізіас: Фред-Фірмен
- Жак Дені: сусід
- Надя Бартентен:
- Ерік Прат: офіціант
- Наталі Нелл: епізод

## Знімальна група
- Режисер: Бертран Бліє
- Сценарист: Бертран Бліє
- Продюсер: Ален Сард
- Оператор: Жан Пензер
- Композитори: Богуслав Мартіну, Лоран Россі
- Художник: Бернар Евейн
- Монтаж: Клодін Мерлен